# Algue filamenteuse

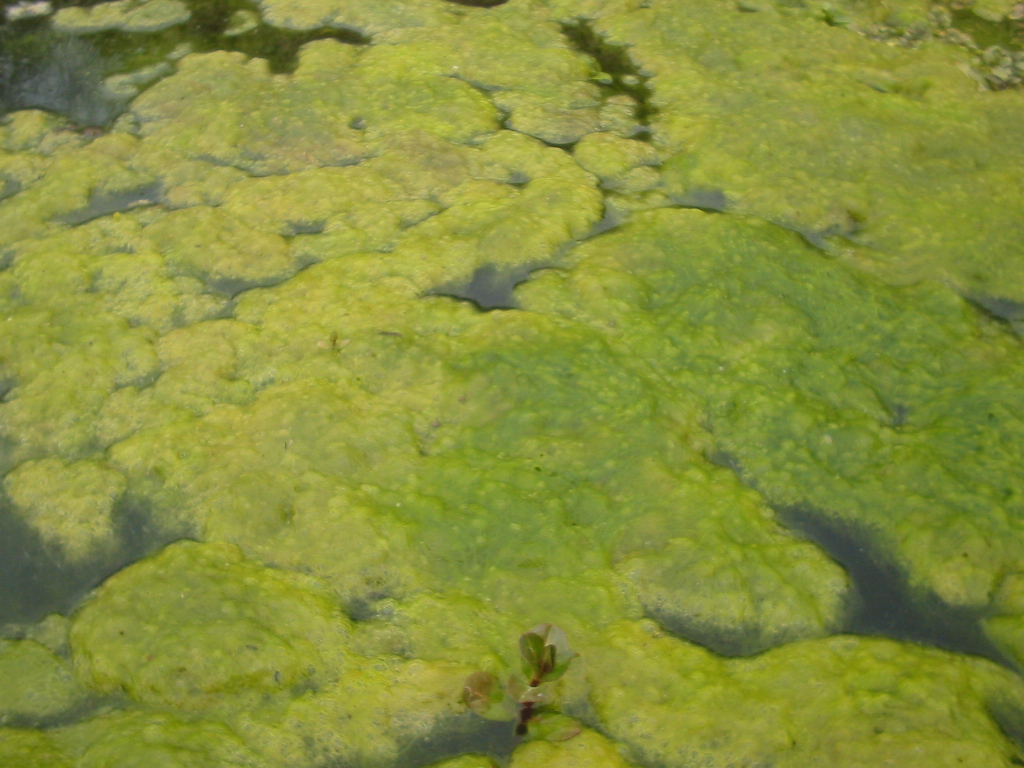
Exemple de vastes coussins flottants d'une algue filamenteuse du genre Spirogyra formant obstacle à la lumière et au pouvoir désinfectant des UV solaires et contribuant au réchauffement de la couche superficielle d'eau (ici en zone lentique)

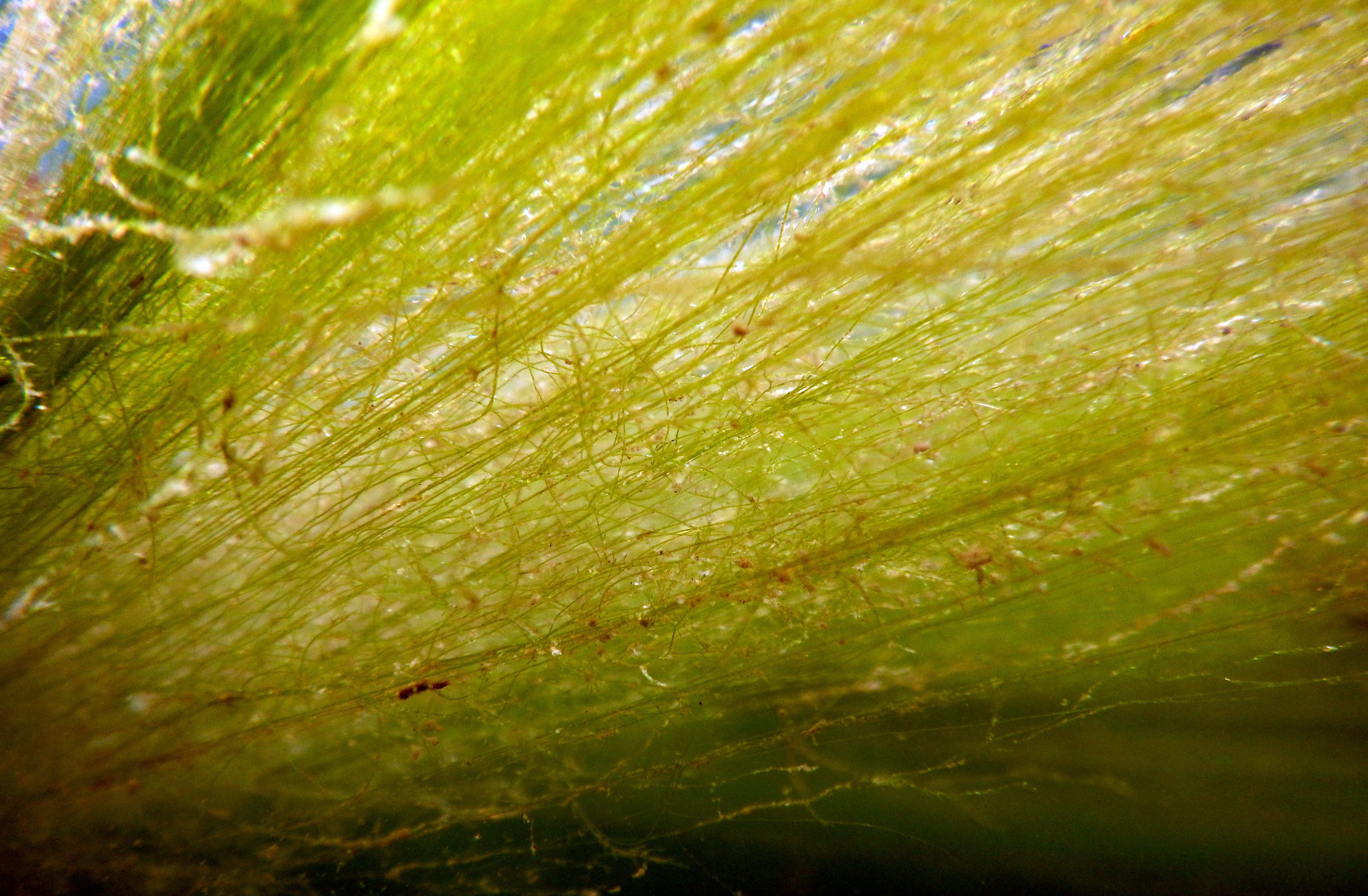
Vue de dessous d'une nappe d'algues filamenteuses dans une zone de courant (Canal de l'Esplanade à Lille)

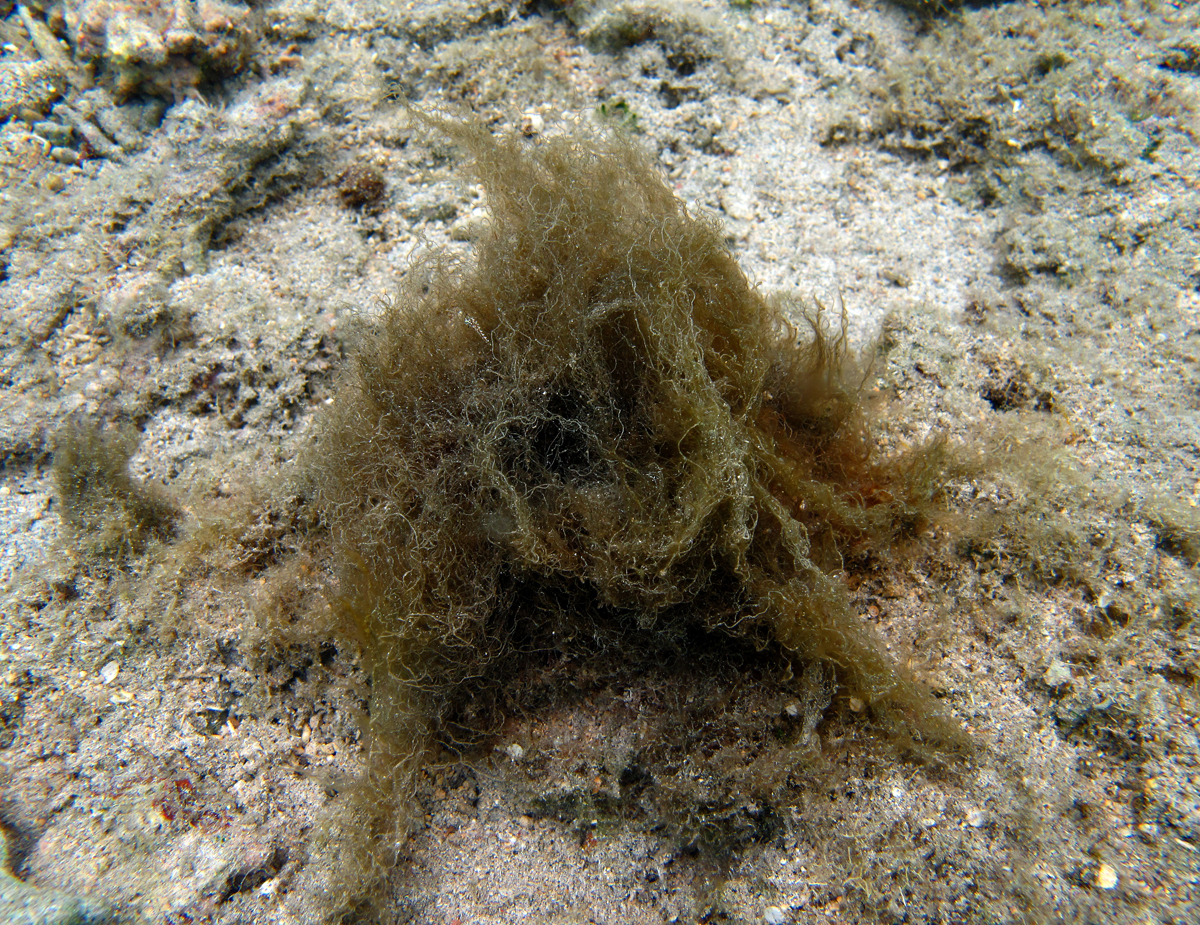
Colonie de bactéries (Cyanophyceae) Lyngbya majuscula (ici à La Réunion).

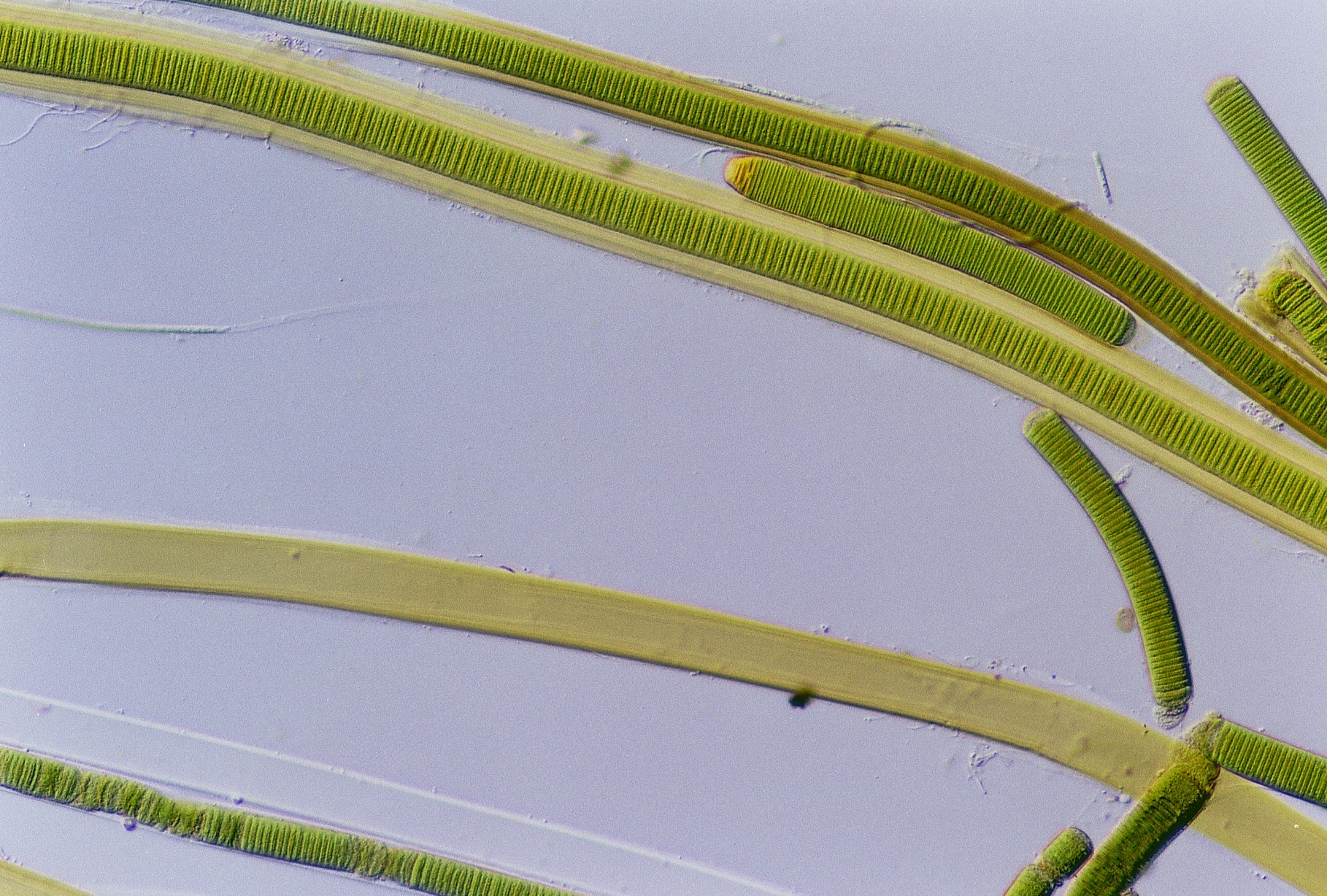
Vue au microscopie optique d'une cyanobactérie du genre Lyngbya (ici collecté au Mexique)

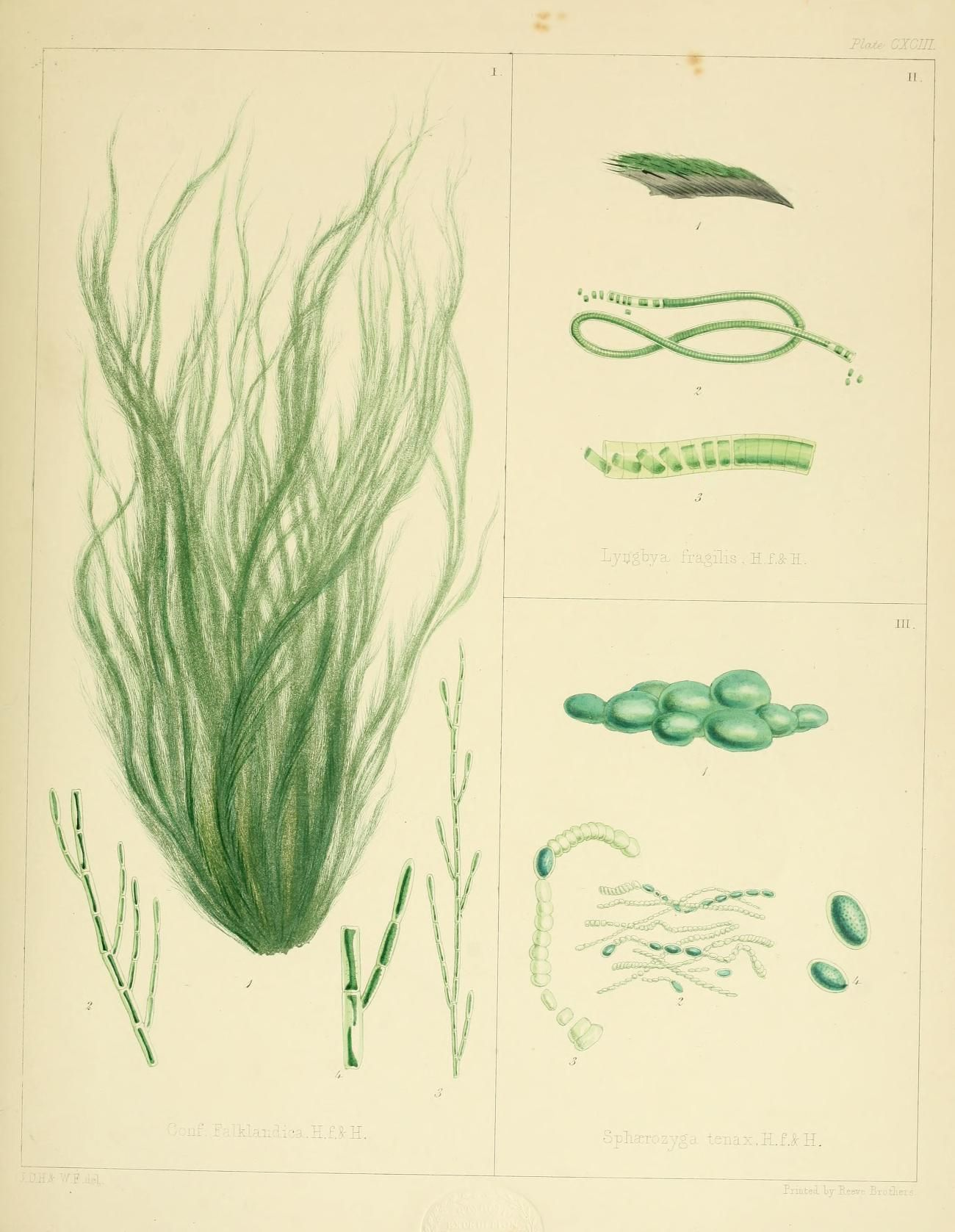
Exemple de forme filamenteuse de Chlorophyta (présente dans la flore marine de l'Antarctique ; illustration scientifique datée de 1844)

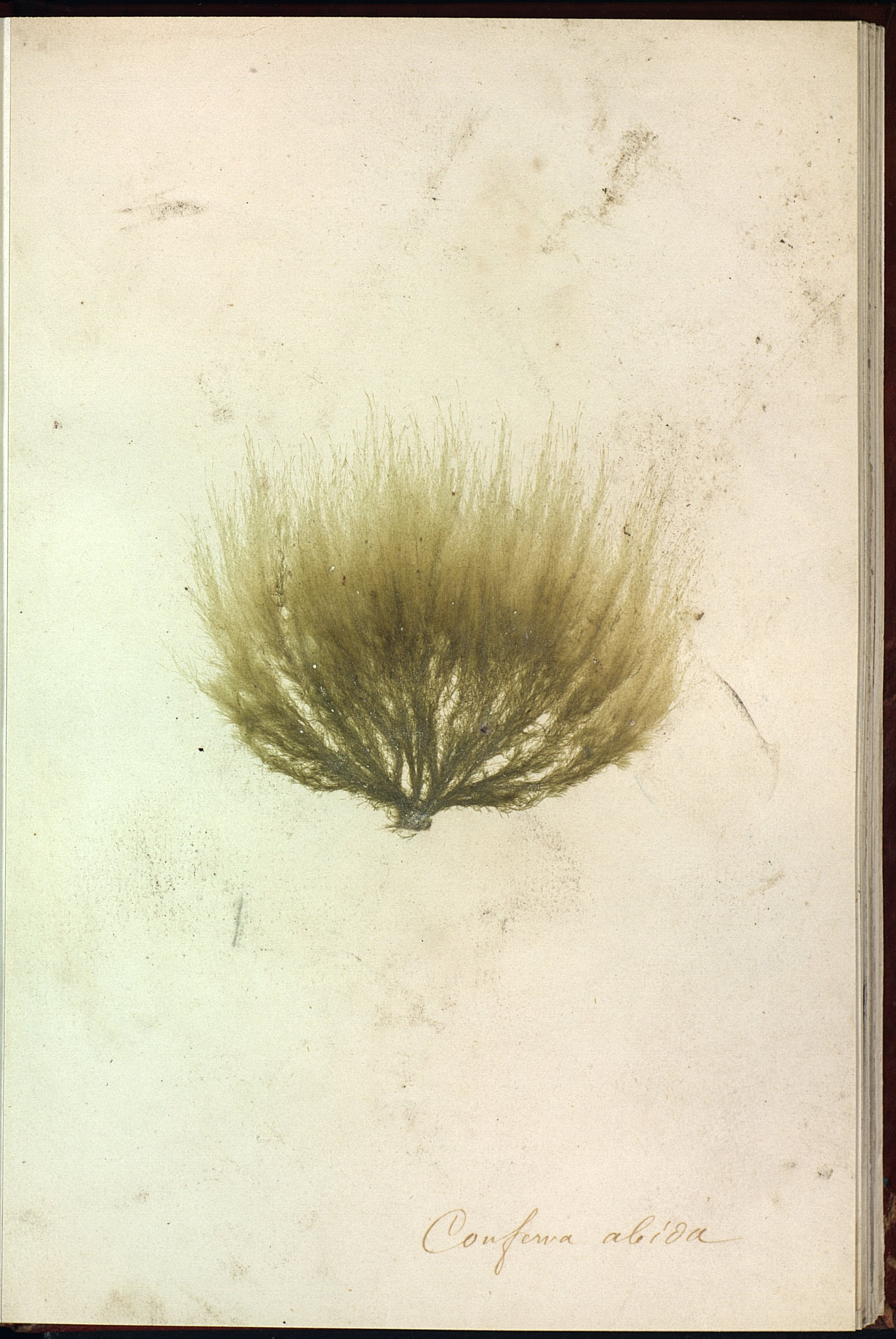
Algue identifiée comme Conferva albida (dans un "Album de plantes marines naturelles" réalisé au tout début du XX)

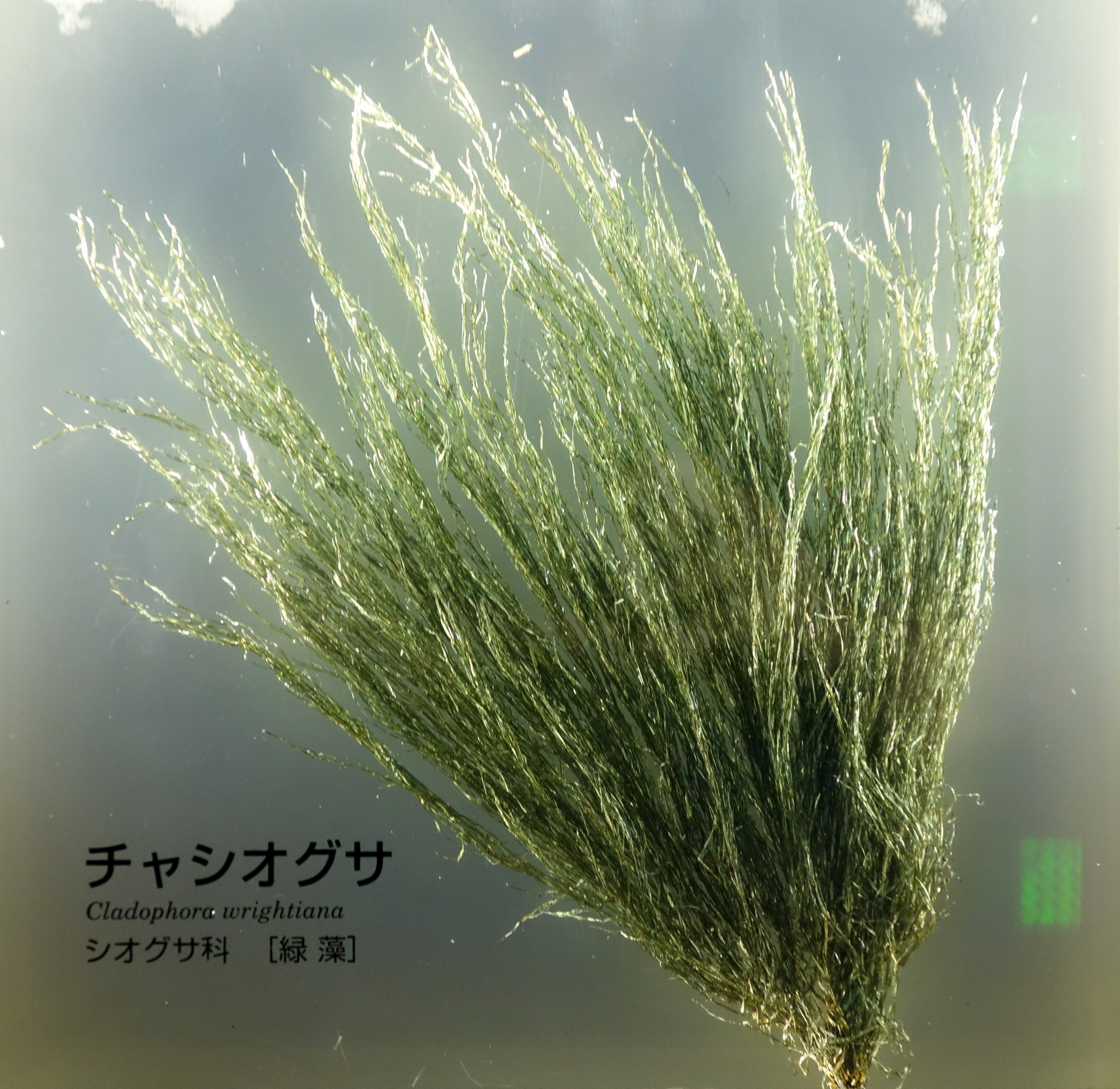
Cladophora wrightiana

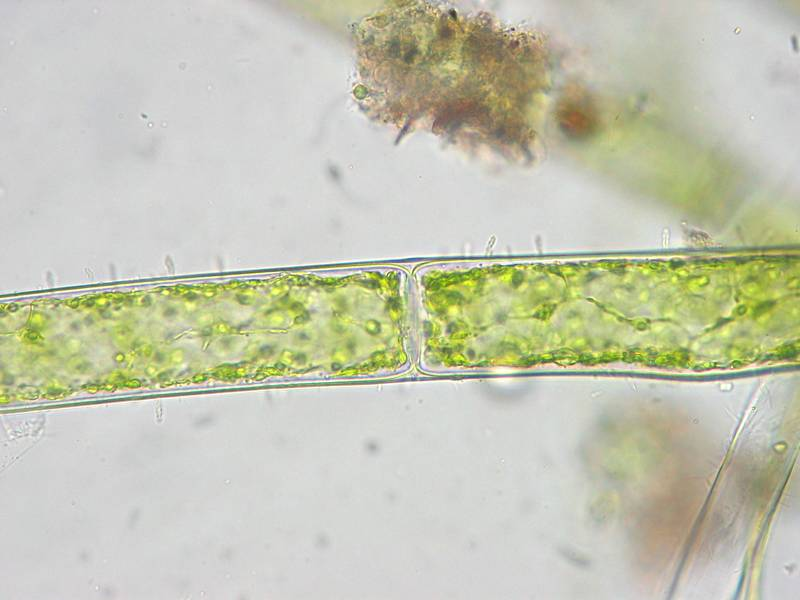
Vue au microscope de la séparation entre deux cellules au sein d'un filament d'une algue du groupe des Chlorophyta

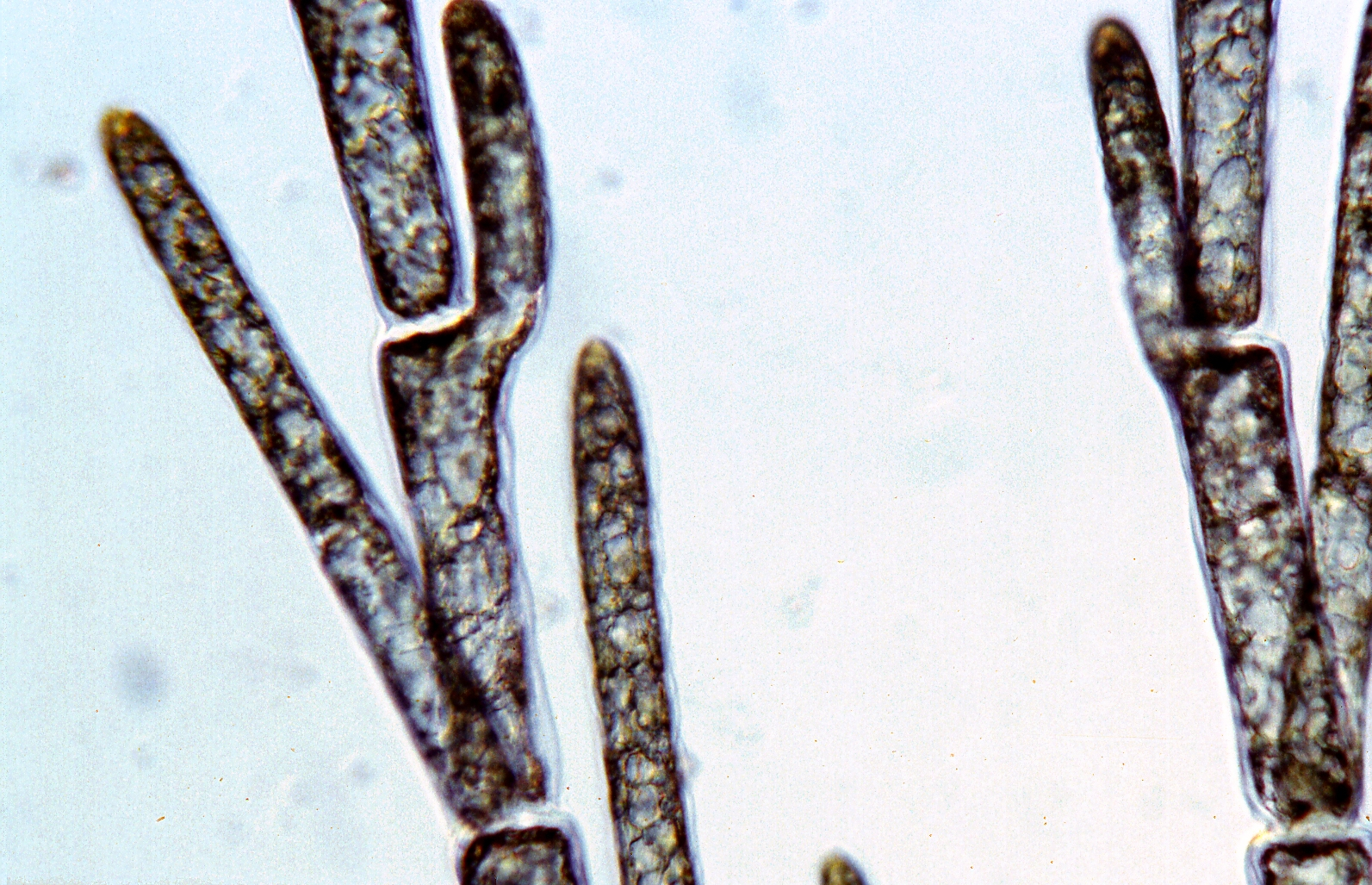
Exemple de division cellulaire lors de la croissance du filament chez une espèce de Cladophora (groupe dont les pullulations sont souvent associées aux eaux polluées ou dystrophes

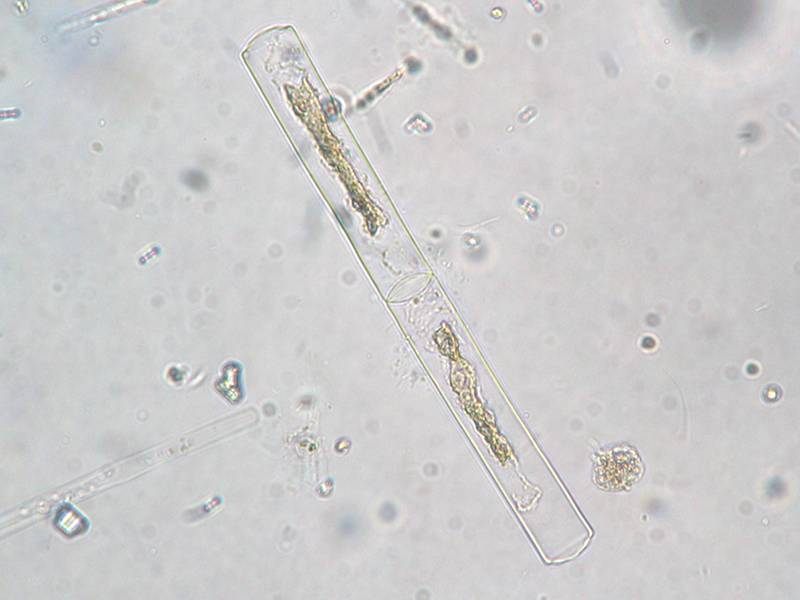
specimen de Mougeotia

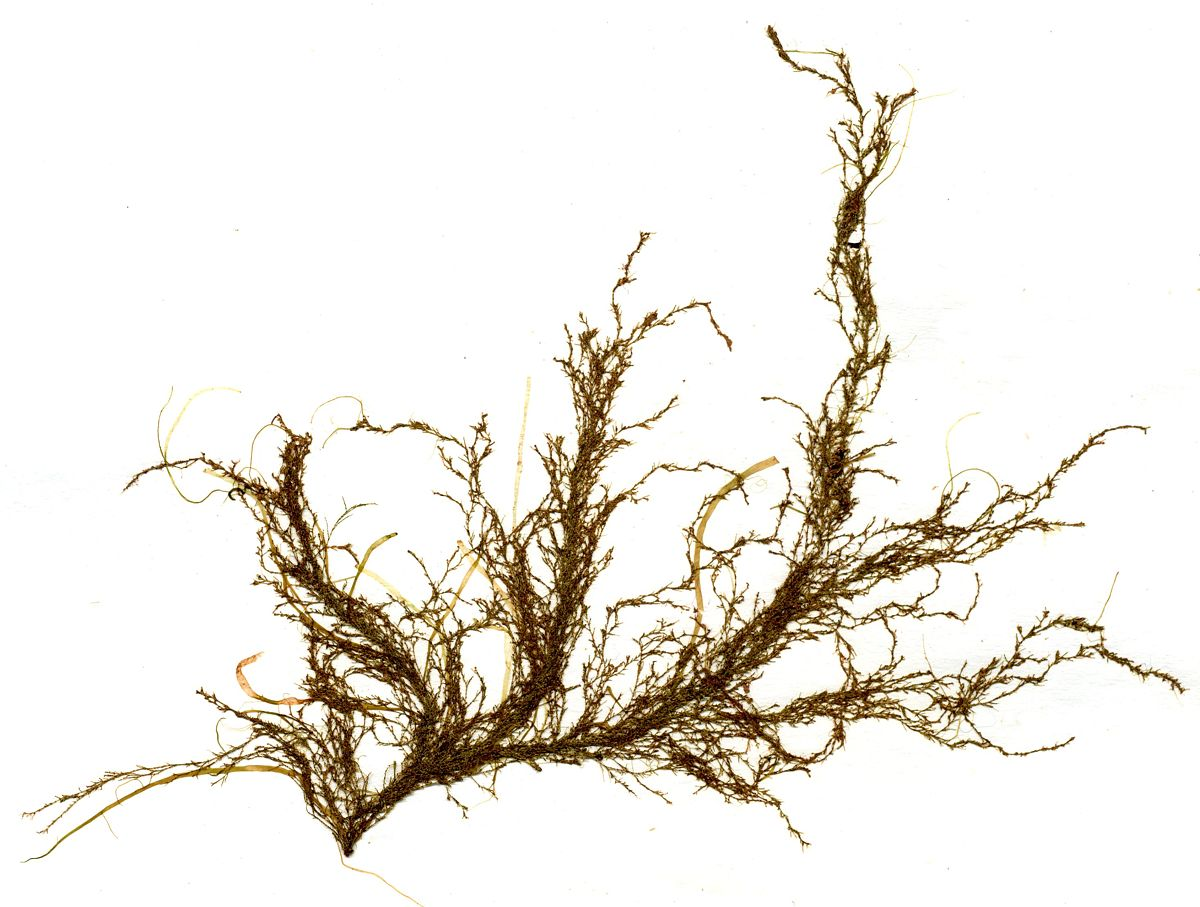
Cladophora sp., prélevée devant Héligoland (Allemagne)

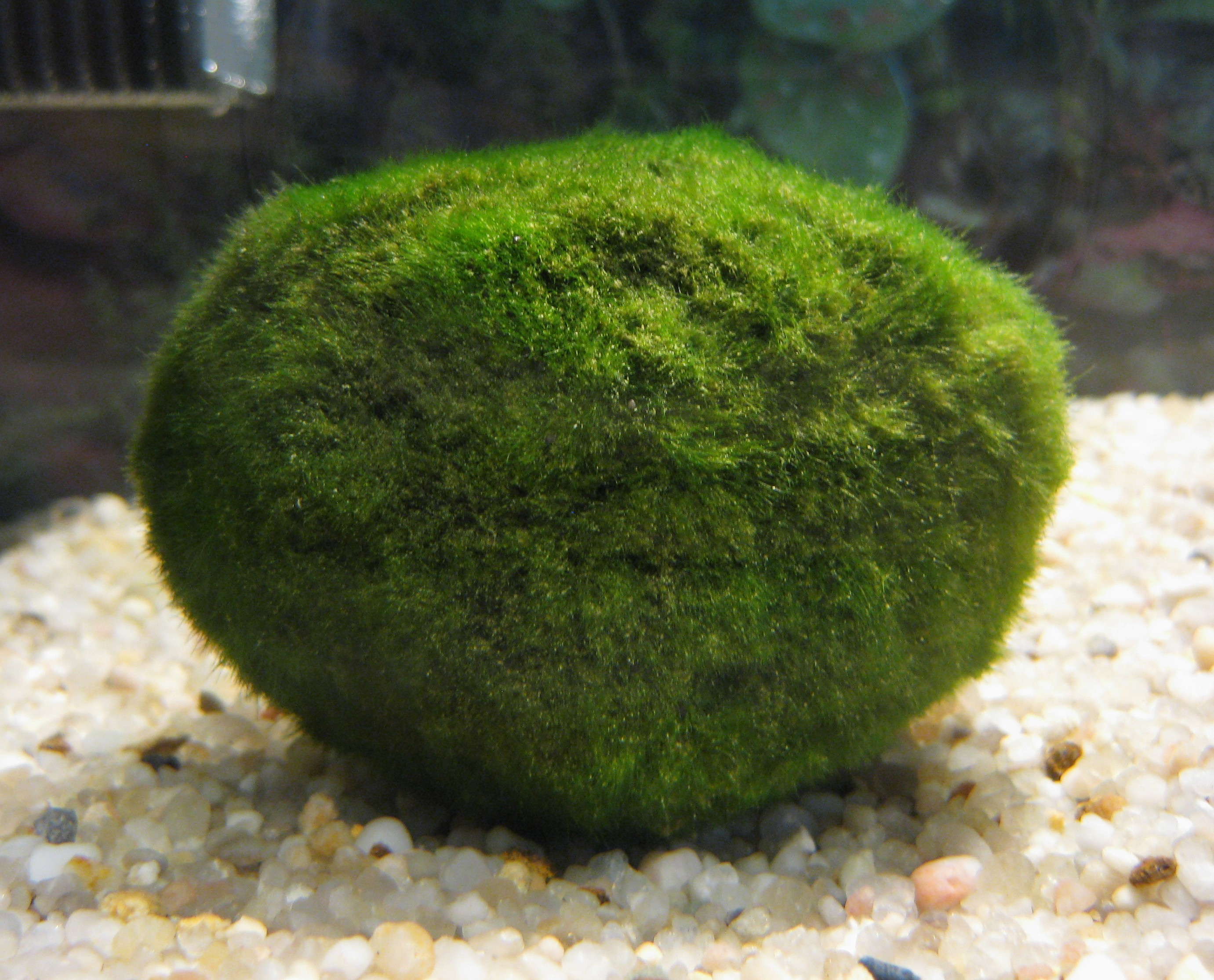
Cladophora aegagropila

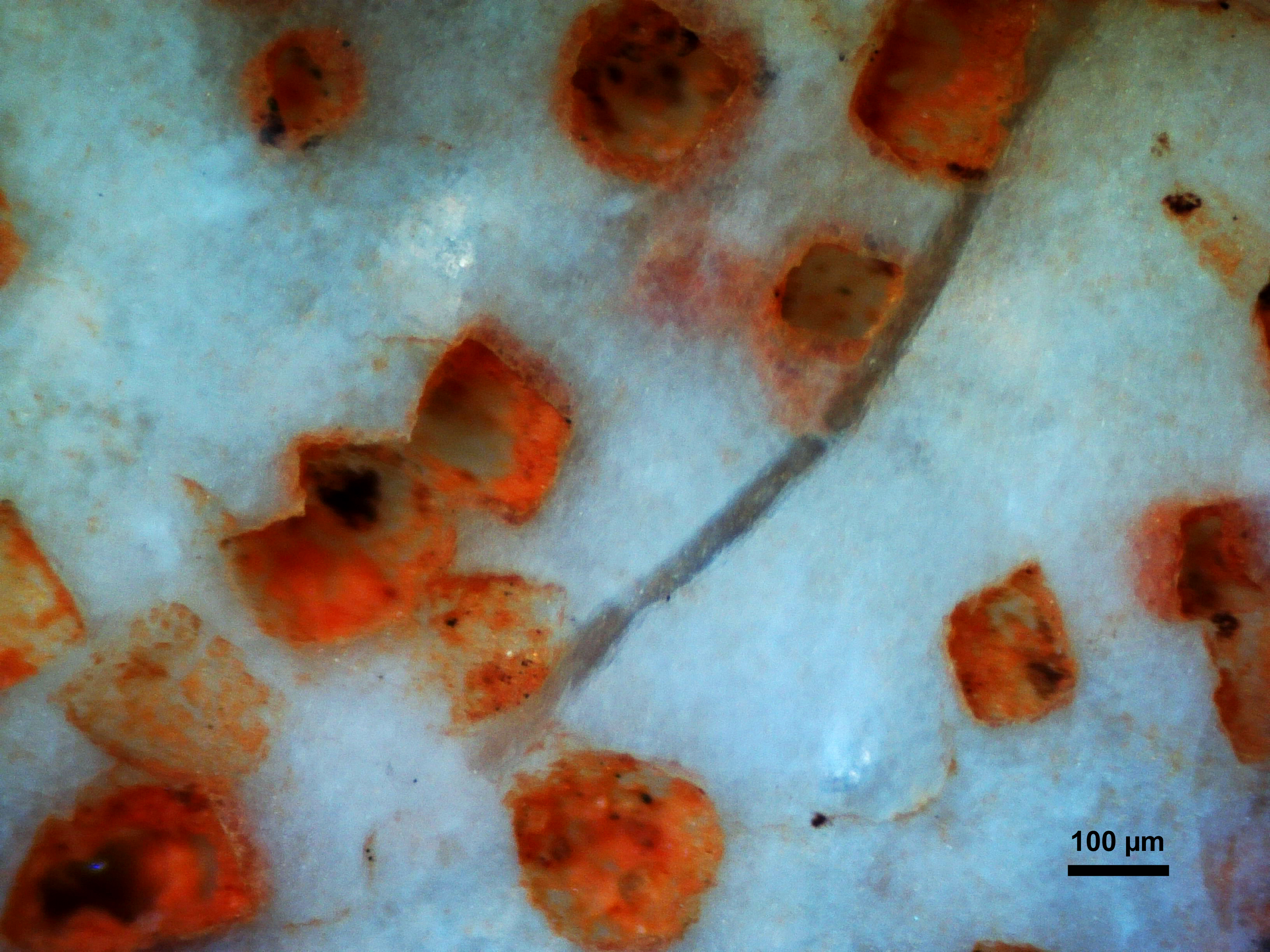
Exemple de fossile d'algue filamenteuse, unisériée, septée, des milieux hypersalins très peu profonds de la plateforme carbonatée de l'Urgonien de Provence.

La notion d'algue filamenteuse est ambiguë car regroupant un vaste ensemble d'organismes autotrophes classés dans plusieurs embranchements (algues, bactéries...).
Ce terme ne désigne donc pas un genre précis d'algue (une algue est typiquement caractérisé par ses pigments et ses réserves cellulaires) mais aussi un vaste ensemble d'organismes capables de photosynthèse et de former des « filaments ». Ces filaments peuvent être linéaires et/ou ramifiés, fixés ou libres. 
La photosynthèse est « obligatoire » dans le cas des algues « vraies », et facultative dans le cas des bactéries cyanophycées filamenteuses photosynthétiques (qui à la différence des algues vraies ne contiennent pas de plastes). 
Du point de vue de l'hydrobiologie, les peuplements d'algues filamenteuses sont une composante importante de la végétation aquatique flottante, dérivante et du périphyton fixée sur les substrats inertes ou vivants (épiphytes), en eaux douces, saumâtres et marines.
Ces organismes sont parfois susceptibles de devenir envahissants dans les aquariums, dans les bassins artificiels et dans la nature comme lors d'une efflorescence algale ("bloom") saisonnière en saison chaude et forte luminosité. Certaines de celles-ci sont considérées comme un phénomène émergent bioindicateurs de déséquilibres écologiques ou de situation d'eutrophisation voire de dystrophisation.

## Diversité
Certaines de ces algues sont invisibles à l’œil nu ou très discrètes. D'autres ont une forme ancrée et « gazonnante » courte ou au contraire croissent en pleine eau mesurent plusieurs dizaines de centimètres à plusieurs mètres et peuvent former d'épais tapis ou feutrages couvrant parfois plusieurs hectares. 
Certaines espèces sont très fragiles alors que d'autres résistent fortement aux ultraviolets solaires, à la chaleur ou au froid, ce qui a permis de croître en plein air sur des surfaces humides ou ruisselantes et qui leur a permis des symbioses avec des champignons (lichens, par exemple pour l'algue filamenteuse du genre Trentepohlia présente dans le lichen orangé Xanthoria parietina). Sur certains sols, en symbiose avec des mycéliums fongiques et des feutres bactériens, elles peuvent former des croutes très protectrices contre l'érosion.
Leur couleur varie selon l'espèce et parfois leurs conditions de croissance ; du vert clair au presque noir en passant par diverses nuances de bleu-vert, jaune (presque orangé parfois) ou brun.
Ces algues sont souvent benthiques mais certaines ne sont fixées que durant une partie de leur cycle de vie et quelques-unes sont libres.

## Habitats, substrats
En présence de nutriments et de lumière et dans une certaine fourchette de température, les algues filamenteuses peuvent coloniser tous les types d'habitats en eau douce à salée, voire des sols ou d'autres substrats suffisamment humides, pourvus qu'ils soient non toxiques pour elles (elles ne colonisent pas les antifoolings neufs). 
Certaines se développent librement en pleine eau. D'autres s'installent sur les lits sableux et graveleux dès que le courant ne les mobilise plus (ex : Vaucheria), ou encore en épiphyte ou dans le périphyton. D'autres peuvent s'ancrer dans de forts courants (ex : Lemanea, Cladophora) grâce à des organes  spécifiques (rhizoïdes chez les characées, disque basal chez les Rhizoclonium) « au moins en début de croissance ». 
Plusieurs espèces (ex : Phormidium, Lyngbya) peuvent coloniser des substrats très meubles tels que des marnes ou vases minérales ou des vases organiques.
Au sein des Chloriphycées plusieurs espèces sont ubiquistes, croissant tantôt ancrées en zone lotique, tantôt en pleine eau dans les eaux stagnantes ou comme les Cladophora, Spirogyra, Microspora, etc. « passivement accrochés aux éléments fixes, tels  les pierres, racines, branches immergées ou macrodéchets ».
La lumière est un facteur limitant. Ainsi, dans une eau limpide, certaines espèces de characées forment des herbiers denses jusqu'à 10 m de profondeur voire plus, mais dans la même eau, enrichie en nutriment, d'épais tapis de filamenteuses peuvent couvrir la surface de l'eau et faire obstacle à la lumière, ce qui empêche alors les filamenteuses elles-mêmes de se développer à moins de quelques dizaines de centimètres de profondeur.

## Cycle de vie
En zone froide ou tempérée, elles présentent un cycle saisonnier très marqué voire brutal, soit qu'elles ne poussent pas ou peu en hiver, survivant sous forme de sporules ou algues microscopiques, soit qu'elles sont à certaines époques abondamment consommées par certains brouteurs (escargots aquatiques tels que les paludines comme) ou par d'autres organismes herbivores ou bactériophages. 
Elles ont souvent une courte durée de vie, mais elles sont souvent très réactives aux changements environnementaux (luminosité, turbidité, température, trophie, etc.) et peuvent s'y adapter en passant d'un stade unicellulaire à un stade colonial filamenteux, biofilm ou flocs flottants ou dérivants.. notamment. En contexte eutrophe ou dystrophe, leurs populations peuvent brutalement exploser dès que les conditions du milieu leurs conviennent ;  Elles peuvent alors localement et durant plusieurs semaines ou mois très largement dominer le milieu et les autres peuplements d'algues (et de plantes aquatiques). Selon les contextes, les filamenteuses brunes (pouvant se développer avec moins de soleil) et vertes (ayant besoin de plus de lumière) semblent se succéder ou se concurrencer. les variations d'abondances sont saisonnières, mais aussi souvent annuelles. En zone froide, les formes macroscopiques de filamenteuses disparaissent (avec des exceptions, par ex pour Ceramium tenuicorne dans le nord de la mer Baltique alors que d'autres espèces survivent à l'état d'algues microscopiques, c'est le cas par exemple de Cladophora glomerata, Dictyosiphon foeniculaceus et Ectocarpus siliculosus pour reprendre l'exemple du nord de la Baltique).
En fin de saison ou après des crues ou pluies d'orage, de grands amas de Cladophora et Vaucheria peuvent se décrocher de leur support ou substrat et être emportés par le courant, ce qui contribue à leur dispersion (ainsi parfois qu'aux œufs de poissons et autres propagules qu'ils peuvent contenir).

## Pullulations
L'équilibre de la végétation algale est beaucoup plus instable que celui des macrophytes et « jamais définitif ». Beaucoup de filamenteuses sont sujettes à des pullulations. Ce phénomène est très localement naturel (et souvent saisonnier en zone froide et tempérée), mais il est aujourd'hui favorisé et renforcé par des déséquilibres écologiques (apports excessifs de nutriments par l'agriculture, eaux usées incomplètement épurées, ou utilisation de quantités excessives d'amorces de pêcheurs, etc.). Dans ces cas, les filamenteuses se montrent plus résistantes aux désherbants et polluants, et très compétitives ; au détriment des phanérogames (Ranunculus sp.) et des bryophytes (ex : Fontinalis antipyretica), qu'elles peuvent éliminer ou fortement limiter jusque dans les zones à truite et à ombre. 
Ces pullulations de plus en plus fréquentes, posent des problèmes écologiques (obstacle à la pénétration de la lumière voire à l'exploitation de la masse d'eau par les gros poissons et oiseaux aquatiques ou autres animaux pêcheurs), d'autant que nombre de ces espèces sont volontiers envahissantes et parfois invasives quand les conditions leurs conviennent. 
Elles posent aussi des problèmes esthétiques et techniques (crépines de pompes et prises d'eau bouchées, enroulement autour des hélices, pêche rendue plus difficile, etc.) 

## Place dans l'écosystème, services écosystémiques
Peu d'espèces de macroinvertébrés, de poissons et de vertébrés se sont spécialisés dans la consommation de ces algues mais il en existe (ex : le Canard colvert ou le poisson siluriforme Ictalurus nebulosus qui consomment volontiers les algues filamenteuses vertes ou brunes. Mais en temps normal et quand elles ne pullulent pas, tout comme les macrophytes aquatiques elles jouent un rôle important d'abri pour de nombreuses espèces de microorganismes et de microinvertébrés qui jouent un rôle dans la chaine alimentaire. 
Elles sont elles-mêmes le support d'une importante florule de diatomées, parfois si dense qu'elle peut alors cacher la couleur du filament hôte (dans le cas par exemple des biofilms de Cocconeis, Gomphonema qui peuvent couvrir les Cladophora) (Comme les characées et d'autres plantes, les algues filamenteuses sont souvent colonisées par des diatomées, mais aussi parfois par des chlorophycées ou des cyanobactéries.
Les algues filamenteuses jouent aussi un rôle comme de puits de carbone ou dans le cycle de certains nutriments (cependant souvent provisoire) et dans une certaine mesure de production primaire, d'épuration de l'eau et tamponnement du pH de l'eau, de régulation chimique par fixation d'azote. 
En formant des biofilms ou des « feutrages algaux » denses et parfois résistants, certaines espèces semblent utilement stabiliser des substrats (éventuellement pollués) vulnérables à l'érosion hydrique ou à la mise en suspension, tout en créant ou entretenant localement des zones anoxiques susceptibles de devenir des zones mortes. 
Leurs touffes sont parfois des  habitats vitaux pour d'autres organismes (végétaux ou animaux, dont par exemple les alevins qui au sortir de l'œuf peuvent s'y cacher). 
En l'absence de macrophytes, les algues filamenteuses peuvent être un substrat de substitution (pour la ponte et la protection des œufs)  pour certains poissons (brème, carpe ou gardons voire brochets par exemple en Europe).

## Description et écologie
Parmi les algues filamenteuses sont regroupés de nombreux genres et espèces d'algues véritables (par exemple de Chlorophycées) et de bactéries aquatiques (Cyanophycées filamenteuses qui sont des bactéries photosynthétiques), fréquemment associées à d'autres bactéries, diatomées, et microorganismes). Elles ont en commun une absence de différenciation d'organes, une croissance rapide (quand les conditions leurs conviennent). Leurs couleurs, textures et formes sont très variables (allant de cellules planctoniques en suspension dans l'eau à des filasses bactériennes, des filaments de plusieurs mètres parfois, feutrages lâches ou denses, ou gelées brunes mucilagineuses...)
Leur détermination précise ne peut généralement être faite que sous microscope, avec les moyens de la biochimie ou de la génétique et par un spécialiste (algologue ou phycologue).
Ces algues sont morphologiquement et physiologiquement variées, et une même espèce (spiruline par exemple) peut en outre prendre des aspects très différents selon les conditions du milieu dans lequel elle se développe (spiralé, ondulée ou droite dans le cas de la spiruline). L'aspect des colonies des espèces les plus visibles et communes est également varié, évoquant tantôt un tapis vert ou brun, tantôt de longs cheveux verts ondulant dans le courant ou encore un amas ou coussinet de laine non cardée et plus ou moins feutrée.
Les  individus ou colonies peuvent être libres  (ex : algues du genre Chaetomorpha en mer) et alors parfois former d'épais coussins flottant à la surface de l'eau, généralement dans des eaux eutrophes et/ou saumâtres et stagnantes ou à courant lent. 
Mais il existe aussi des espèces solidement fixées au fond ou à divers substrats durs ou souples (feuille de plante aquatique par exemple, ou feuille de plastique dérivant) et formant une partie importante du périphyton. Les espèces qui sont fixées le sont - selon l'espèce - par des rhizoïdes ramifiés, ou par de simples « crampons » discoïdaux, mais jamais par de vraies racines. 
Certaines espèces peuvent vivre en symbiose avec d'autres organismes (lichens sur terre ou éponge marine ou éponge d'eau douce dans l'eau) ou colonisent la carapace de tortues ou d'écrevisses (entre deux mues), des coquilles de moules ou d'escargots aquatiques (contribuant à les camoufler).
La vitesse de l'eau (liée au courant mais aussi au vent qui balaye la surface) et la lumière disponible conditionnent la forme et longueur des algues, ainsi que leur distribution sur de mêmes substrats. La force du courant et la présence ou non de turbulence ont une action mécanique qui modifie la forme des filaments qui peuvent alors former des fils, des cordes, des voiles ou des amas plus ou moins denses. Les Vaucheria ont des thalles lâches ou en coussinets ramassés, certaines formes (chez Lemanea) n'apparaissent que dans de forts courants. Certaines espèces se laissent dériver au gré du courant (Hydrodictyon, Spirogyra). Des groupes tels que les Characées ne se développent que dans des cours d'eau à courant lent (milieu lentique) ou stagnant (gravières, carrières...).
Au sein d'une colonie il est fréquent de trouver trois types de cellules (les deux dernières pouvant chez certaines espèces n'apparaître que dans certaines conditions) : 
1. végétatives (contenant le pigment photosynthétique et assurant la croissance de la colonie)
2. hétérocytes (cellules uniques ou jumelées, apparemment vides et souvent à parois plus épaisse qui selon l'espèce pourront être cylindriques, sphériques, coniques ; avec un emplacement intercalaire ou au contraire terminal dans la chaine de cellules qui forme le filament.
3. mortes (nécridies, qui contribuent au processus de fragmentation naturelle des filaments)
4. akinètes ou hormogonies (Ho) qui sont respectivement des spores) et de petits groupes de cellules pouvant jouer un rôle de propagule et de forme de résistance hivernale pour l'espèce.

Ces algues et/ou leurs colonies sont souvent associées à des bactéries ou diatomées (diatomées épilithiques spécifiques ; par exemple Cladophora glomerata est habituellement fortement colonisée par certaines diatomées), formant des associations ou communautés ayant une certaine valeur en termes de bioindication, selon leur degré polluosensibilité (Cf. indice de polluo-sensibilité ou IPS),.
Bien que très commune et devenant localement surabondante dans les contextes de déséquilibres écologiques et/ou de dystrophisations (de l'échelle d'un aquarium à celle de grands écopaysages), leur écologie reste méconnue. Nombre d'entre elles ne sont pas consommées par le zooplancton, et sont bioindicatrices d'un mauvais état écologique du milieu. Certaines interagissent négativement avec les écosystèmes et habitats naturels en place lorsqu'elles pullulent en étouffant de nombreuses autres espèces (Par exemple Hydrodictyon reticulatum appartient à un genre d'algues filamenteuses qui en Australie et Nouvelle-Zélande construisent une structure formant un véritable filet en surface de l'eau d'où son nom anglais de "Water net". Localement des coraux meurent, remplacés par des tapis d'algues filamenteuses.

## Aspects écoépidémiologiques
Certaines de ces algues sont souvent parasitées par des chytrides (micro-champignons aquatiques du groupe des Chytridiomycota dont l'un est hautement pathogène pour les amphibiens (Batrachochytrium dendrobatidis, récemment identifié comme agent causal d'une forme de chytridiomycose qui pour des raisons encore incomprises décime les amphibiens dans le monde entier depuis quelques décennies).

## Études scientifiques
Leur détermination est un travail de spécialiste, rendu difficile par le fait que les algues filamenteuses sont parfois « incrustantes » et qu'elles poussent souvent en mélange de plusieurs espèces (ce qui imposera plusieurs observations par échantillon). 
En France, une clé de détermination publiée en 1996 par Rodriguez et al. a été récemment mise à jour (sur la base des travaux de Komarek et al.(2005), Kumano (2002), John et al. (2011), Wehr et al.(2003), Corillion (1975) et Krause (1997).
Leur échantillonnage doit être soigneux : les échantillons doivent être propres, les plus complets possibles, c'est-à-dire comprenant tout l’appareil végétatif, avec le cas échéant notamment pour les espèces monoïques les fructifications mâles (anthéridies) et femelles (oogones et oospores parfois absentes sur le même pied) (indispensable pour l'identification de certaines espèces, chez les Characées par exemple), et avec le moins de biofilms possible. Ils doivent être correctement étiquetés et transportés et « conservés au frais ou fixés sur place » (certaines espèces doivent être observées à l’état frais, characées par exemple). 
Il est recommandé de rapidement examiner les échantillons (les plastes - absents chez les cyanophycées - perdent peu à peu leur couleur chez les algues vraies, et les conservateurs dégradent certains éléments cellulaires), et de faire des photographies (éventuellement subaquatiques) à toutes les étapes du travail : photo de paysage, du milieu, puis sous binoculaire (dans un film d'eau en boite de Petri) et/ou microscope (entre lame et lamelle). 
Si les algues sont incrustées de carbonates, elles sont préalablement plongées dans un acide doux (ex : acide acétique) pour faire apparaître la cortication, les acicules et les stipulodes souvent nécessaires à la détermination du genre ou de l'espèce. Parfois les membranes des oospores doivent être observées au microscope à contraste de phase ou en microscopie à balayage pour faire apparaitre des détails ou ornementations (ornements des membranes, entre les spires que le microscope optique ne révèle pas convenablement).
La quantification des filamenteuses n'est pas toujours aisée (Olson a en 1950 proposé une méthode pour cela) notamment en raison des brutales pullulations qui peuvent survenir, y compris en plein désert après une pluie.

## Enjeux
Ces algues, bien que presque omniprésentes à proximité de la surface dans les eaux terrestres, sont encore assez mal connues.
Parmi les enjeux souvent cités figurent les faits que :  
- certaines (ex : Botryococcus braunii[19]) pourraient avoir un intérêt industriel (production de biomasse valorisée alimentairement (pour certaines algues filamenteuses du genre Spirulina notamment, et en particulier pour Spirulina platensis Norsted, mais la monoculture d'algue reste un art difficile[20]) ou en production secondaire de biométhane ou d'autres hydrocarbures dits biocarburants de seconde génération). D'autres valorisations biotechnologiques, agricoles, halieutiques ou alimentaires sont envisagées ou testées.
- d'autres (notamment les cladophores ou Cladophora sp. du groupe des Chlorophycées ou certaines algues filamenteuses de la famille des Zygnemataceae dont en particulier Mougeotia, Zygnema et spirogyra[21]) sont susceptibles de fortement et rapidement pulluler, notamment dans les bassins artificiels et dans la nature en aval de rejets d'eaux usées pas ou mal épurées, dans les eaux stagnantes eutrophisées ou de lacs (par exemple Mougeotia gracillima en Europe et en France où on a mesuré des biomasses dépassant largement 3000 µgC/L dans le Léman en aout 2001) de l'algue filamenteuse). Elles peuvent alors poser de graves problèmes techniques (colmatage de frayères et habitats naturels, colmatage de crépines, fouling ralentissant les navires, anoxie et zones mortes là où elles se décomposent ou la nuit, obstacle à la pénétration profonde de la lumière, et limitation du pouvoir désinfectant des UV solaires, etc.). De même pour le genre Rhizoclonium classé dans le même ordre (Siphonocladales) que les cladophores[4]. Les vauchéries (Vaucheria sp. du groupe des Xanthophycées sont fréquemment trouvées avec les cladophores ou dans le même type d'habitat où ils forment des coussinets, et supportent relativement bien plusieurs heures d'exondation si le substrat reste humide[22],[23],[24] (sur le substrat, sur des branches mortes voire sur les macrophytes, et parfois même sur des cladophores[4].
- certaines enfin posent des problèmes sanitaires car pouvant bioaccumuler des toxiques captés dans l'environnement et/ou elles-mêmes synthétiser des phytotoxines (dont certaines sont puissamment neurotoxiques[25]) ;  « L'algue filamenteuse engendrant des dermatites Lyngbya majuscula (Microcoleus Iyngbyaceus) a été la première cyanobactérie marine décrite comme toxique », mais il en existe beaucoup d'autres, de même en eau douce[26].
- Les biofilms et foolings construits par certaines de ces algues accélèrent la corrosion de certains métaux dans l'eau, dont le fer et l'acier[27].
- Les cyanophycées (et autres microalgues eukariotes) doivent se défendre dans des environnements divers et rapidement changeants contre de très nombreux virus, des bactéries et champignons, ce que certaines d'entre-elles semblent faire très efficacement (au moins durant leurs phases de pullulation). Ceci laisse penser que ces organismes pourraient peut-être livrer à l'industrie pharmaceutique ou à l'humanité de nouvelles classes d'antibiotiques, à l'heure où les phénomènes d'antibiorésistance posent de problèmes de plus en plus préoccupants[28]. On a déjà montré que certaines microalgues synthétisent des composés ayant une activité antibiotique contre des bactériens pathogènes pour l'Homme[28]. Certaines espèces sont de plus assez faciles à cultiver en bioréacteurs. .

## Interactions avec le cycle du carbone et la minéralisation
Il existe quelques espèces (dont des formes fossiles sont connues), qui forment pour se fixer une sorte de thalle calcaire encroutant, qui contribuent à former des concrétionnements calcaires sous forme de plaques, granules ou nodules se formant autour d'un noyau central (morceau de silex, brique, charbon, de fourreau de larve d'insecte aquatique, etc.) pouvant - si et quand ils se soudent entre eux - fortement modifier les échanges biologiques et la circulation de l'eau et des nutriments au niveau de l'écotone sédiment-eau (Les concrétions ont une faible densité et une porosité élevée à échelle microscopique, mais peuvent se couvrir d'un biofilm et devenir assez épaisses pour freiner les échanges verticaux d'eau et de nutriments et supprimer l'accès aux frayères et à certains types de micro-habitats vitaux pour de nombreuses espèces. Ces concrétions sont l'une des origines des travertins et tufs et ont donc dans le passé joué un important rôle de puits de carbone. 
Les espèces d'algues ou bactéries capables de provoquer ces encroutements ont aux XIXe et XXe siècles intrigué et intéressé de nombreux scientifiques  ([Bourcart, Borzi A. (1883), Butcher R.W. (1932), Couteaux M. (1969), Cornet J. (1899), Fremy P. (1926), Lohest M. (1899), Forir H. (1904), Meunier S. (1899), Symoens JJ(1947), Symoens JJ (1949), Symoens JJ (1950), Symoens JJ et Malaisse (1967), Tilden J.E. (1897), Van Oye P (1937), Verhulst (1914) qui ont cherché à caractériser les organismes qui les ont produits, via leurs restes emprisonnés dans la gangue calcaire ainsi biominéralisée afin de savoir si cette minéralisation est entièrement due à l'activité biologique de ces algues (ou d'espèces associées), ou s'il s'agit d'une précipitation purement physico-chimique simplement catalysée ou facilitée par la présence physique de l'algue.

### Exemple étudié en France: la Lévrière
L'apparition de granules ou nodules calcaires de ce type a par exemple été observée dans la Lévrière, après un épandage de calcaire (sous forme de craie Nautex) destiné à lutter contre l'envasement qui colmatait les frayères d'un cours d'eau considéré comme de grand intérêt halieutique. Dans cette rivière qui s'écoule dans le Vexin normand (dans l'Eure en France) sur des argiles à silex, le sédiment est constitué de sable fin, de fragments de silex et de chaille, mais qui tendaient à localement fortement s'envaser. La source est acide, mais l'eau se tamponne rapidement (en décapant le calcaire des rognons de silex). Le traitement par apport de calcaire a effectivement contribué à diminuer la couche de vase, mais a produit des encroutements calcaires en granules de 1 à 10 mm ou en nodules de taille centimétrique ovoïdes ou arrondis finissant par former une croute sur le fond en se soudant entre eux (ce qui donne un aspect « mamelonné » à la croute calcaire). « Ils sont bruns dans l'eau et blanchissent ou deviennent bleu-mauve en séchant à l'air ». Ces nodules sont peu denses et facilement emportés par le courant en roulant ou par phénomène de saltation. Les concrétions ne se forment plus à l'abri de la lumière. On observe au microscope des zones sombres, qui « sont constitués de cristaux (de 2 à 10 µm) qui se révèlent être les parois calcifiées de filaments algaires à orientation fondamentalement radiée. Les cristaux (de taille inférieure au micron) sont disposés en anneaux ou selon les directrices d'un cylindre représentant le filament, avec une morphologie spécifique pour chaque type d'algue ». 

De la source vers l'aval, le phénomène est amplifié avec le réchauffement de l'eau.

Dans ce cas les algues responsables de ces encroutements étaient : Stigonema (Cyanophycée, espèce indéterminée) ; Lyngbya calcarea (Tilden) Symoens (Cyanophycees) ; Lyngbya Martensiana Menegh var. calcarea Tilden ; Gongrosira species (Chlorophycées). Dans ce cas la croissance du nodule était d'environ 1 mm/an, essentiellement du printemps à l'automne, et l'encroutement de l'algue se fait de son vivant à l'intérieur même des filaments algaux, avec selon Adolphe & Rofes (1973) sans doute ensuite une précipitation autour du filament dans le mucilage de l'algue ; ce qui laisse envisager un phénomène de formation de carbonate de calcium « à la fois intra et extra-cellulaire ». Dans ce cal, les encroutements contenaient du CaCO3 pour 80 % de leur masse (sous forme de calcite, déterminée au microscope polarisant et aux rayons X) ; 13 % de Co3Mg, 5 % de matière organique et quelques inclusions. Selon les auteurs de cette étude, ce n'est pas la craie déversée qui est directement à l'origine des concrétions, mais le fait qu'elle a « éliminé la vase et mis au jour des concrétionnements antérieurs à l'envasement, expliquant l'accroissement du nombre des nodules dans le secteur traité. Il est certain que les apports artificiels de craie ne sont pas à l'origine des concrétionnements : d'une part, ceux-ci apparaissent en amont de tout déversement et, d'autre part, le cours d'eau atteint dès le point 2 un pH voisin du pH de saturation ».
Cette expérience a montré que l'utilisation de craie ou sables coralliens pour améliorer les étangs et rivières (solution souvent proposée dans les années 1980-1990) pouvait avoir des effets inattendus et contreproductifs (l'envasement est provisoirement diminué, mais les frayères peuvent être définitivement encroutées par des algues calcifiantes et/ou des bactéries calcifiantes.

## Interactions durables
Des interactions durables ont été repérées avec diverses autres espèces ;
- Les filaments de nombreuses algules filamenteuses sont peu nutritifs et/ou peu appétents, mais ils sont colonisés par des bactéries et diatomées qui sont plus riches en lipides et acides aminés et recherchées comme nourriture par d'autres espèces, qui à leur tour serviront de nourriture à d'autres. À certaines époques ces algues peuvent notamment être consommées par des oiseaux d'eau (ex : Canard colvert, poule d'eau...)
- elles peuvent servir de support alternatif de ponte à diverses espèces de poissons.
- En mer comme en eau douce, il a été constaté que les éponges marines, les éponges d'eau douce (ex : spongilla lacustris et moindrement certaines plantes aquatiques (ex : Ceratophyllums ou Najas marina) sécrètent des substances allélopathiques empêchant totalement (pour les éponges) ou fortement la croissance « épiphyte » d'algues filamenteuses. Néanmoins quelques algues filamenteuses ont développé des symbioses leur permettant de vivre à l'intérieur d'une éponge.
- Des algues filamenteuses peuvent contribuer au camouflage d'espèces animales, et sembler parfois parasiter d'autres animaux (algues perforantes par exemple signalée par Fredj & Falconetti en 1977) comme traversant la cuticule protectrice (test) de Brachiopodes (Gryphus vitreus) [45]).
- Certaines espèces ont développé des stratégies pour se débarrasser et se protéger des algues filamenteuses qui pourraient potentiellement les recouvrir ; c'est le cas par exemple d'animaux tels que les éponges marines et des éponges d'eau douce qui sécrètent des substances antibiotiques ou de marcoalgues tels que les laminaires ou fucus qui s'en débarrassent via l'effet "coup de fouet" (quand elles ondulent ou sont ballottées par le courant)[46].

## En aquariophilie
Tant pour l'aquariophilie marine que d'eau douce, dans certaines conditions et souvent pour des raisons mal comprises notamment liées à l'éclairage et à des rations de nutriments ou à l'introduction d'espèces particulièrement compétitives et résistantes aux escargots et aux poissons nettoyeurs, les algues filamenteuses peuvent rapidement pulluler sur les vitres, sur le substrat, sur le décor ou même sur les feuilles des plantes aquatiques, posant des problèmes esthétiques et parfois fonctionnels (colmatage de crépines de pompes, de filtre ou de système de filtration sous sable).

## Traitements
Outre l'enlèvement physique des algues (plus faciles pour les algues qui flottent ou croissent entre deux eaux), divers traitements chimiques ont été proposés, mais aucun n'est sans risque pour la santé ou l'écosystème.
Une réduction en amont de l'eutrophisation (épuration des eaux usées, bandes enherbées et lagunage naturel des eaux de ruissellement agricole) et/ou une déseutrophisation (faucardage des plantes et algues et exportation régulière de cette biomasse) sont souvent recommandées, de même que la restauration d'une diversité d'espèces locales adaptées au milieu (ex : characées, ceratophyllum, myriophyllum, potamots, nénuphars, et macrophytes de type roseau, iris, arums, etc. qui pourront concurrencer ces algues en consommant les nutriments dont elles ont besoin. L'introduction artificielle ou en surnombre de poissons herbivores peut être contre-productive car les algues filamenteuses sont les moins appétantes pour eux, et dans les milieux fermés leurs excréments favoriseront à nouveau le cycle des algues filamenteuses.